# Sekret (film 1973)
Sekret – polski, psychologiczny film fabularny z 1973 w reżyserii Romana Załuskiego.

## Charakterystyka
Powstał na podstawie noweli Jerzego Urbana. Obraz przedstawia zgłębianie przez wdowę po profesorze uniwersyteckim tajemnicy, jakiej pilnie strzegł jej niedawno zmarły mąż. Był kręcony we Wrocławiu.

## Obsada
- Antonina Gordon-Górecka – profesorowa Stefania Lewicka
- Anna Dymna – studentka Urszula
- Halina Golanko – Halina, synowa Lewickiej
- Joanna Jędryka – Danuta Rachwalska-Nowak, była kochanka Lewickiego
- Mirosława Krajewska – Teresa Korta-Kwiatkowska, była kochanka Lewickiego
- Lidia Wysocka – Lena Nurkiewicz, przyjaciółka Lewickiej
- Edward Apa – profesor Julian Lewicki
- Adolf Chronicki – starszy pan w kawiarni
- Piotr Fronczewski – Piotr, syn Lewickiej
- Krzysztof Kowalewski – Kwiatkowski, mąż Teresy
- Ferdynand Matysik – wykładowca
- Igor Przegrodzki – prorektor przemawiający na pogrzebie Lewickiego
- Halina Buyno – była gospodyni Danuty
- Marta Ławińska – farmaceutka, koleżanka Danuty Rachwalskiej-Nowak
- Cezary Kussyk – mąż Danuty Rachwalskiej-Nowak